# 한국어 한자
한국어 한자(한국 한자: 韓國語漢字) 혹은 한국 한자(한국 한자: 韓國漢字)는 한국에서 쓰이는 한자이다. 일본·중화권에서는 한자(중국어 간체자: 汉字, 일본어: 漢字)라고 부른다.
한국에 도입된 한자는 기본적으로 한문으로서 문어(文語)의 역할을 하였으나, 표의 문자인 한자로 한국어를 표기하는 데에는 한계가 있었기 때문에 구어(口語) 표기에는 이두, 향찰, 구결 등 차자 표기가 사용되기도 하였다. 또한, 필요에 따라 새로운 한자로 정착되거나, 새로운 뜻과 음이 더해진 것 등 한국 고유 한자가 생겼고, 이밖에도 고유 명사 표기를 위한 것, 불교 음역을 위한 것, 한국어 낱말 표기를 위한 것 등 상당수의 한국 고유 한자가 생겨났다.
고유어를 문자표기를 위해 유사한 발음과 의미의 한자로 대응시켜 한자 말을 만들거나 외래어의 형태로 흡수된 한자어가 귀화어(한국어)로서 독자적 변천 과정을 거쳐 본래의 의미나 용법이 달라진 경우도 많아서 한자로 쓰인 단어를 모두 한자어로 보는 것에는 무리가 있다. 또한, 중국이나 일본에서 유입된 한자 어휘가 현재 한국어에서는 거의 사용되지 않아 사실상 외국어에 불과한 일도 있다. 국립국어원이 간행한 『표준국어대사전』에 실린 51만여 개의 낱말 중 한자어는 29만여 개로 57%이고, 국립국어연구원이 2002년 발표한 '현대 국어 사용 빈도 조사'를 보면 우리말의 낱말 사용 비율은 토박이말이 54%, 한자어 35%, 외래어가 2%였다.
현재 한국에서 사용되는 한자의 자형(字形)은 일반적으로 강희자전에 따른 정체자를 위주로 하고, 속자(俗字)로서 약자가 일부 쓰이지만, 이 경우에도 현대 중국에서 쓰는 간체자와는 차이가 크다.

## 역사
고조선의 유물에서 한자의 흔적이 나오고 있고, 《관자》(管子)와 《산해경》(山海經) 등의 기록에 따르면 고조선이 중국 춘추전국시대의 국가들과 교류하거나 대등한 외교 관계를 맺었던 것으로 보아 이 시기에 이미 고조선은 상당한 중앙집권화를 이루었고, 그러한 통치체제를 유지하기 위한 수단으로 한자를 이용했을 것으로 추정된다.
한자가 본격적으로 한국의 언어생활에 침투한 것은 고조선이 한나라에 멸망당한 기원전 108년 이후로 추정되고, 이후 한족(漢族) 세력과의 투쟁과 교류 속에서 한자는 한국인의 언어생활에 자리를 잡기 시작한 것으로 보인다.
삼국 시대(고구려·백제·신라)에는 각국의 강력한 중앙집권체제의 도구이자 소위 '선진문물'의 유입 매개체로서 한자가 중요한 구실을 했다. 이후 통일 신라 경덕왕(재위 742년~765년) 때에 설총이 이두를 편찬하여 우리말의 한자 음차에 관한 내용을 집대성했고, 당시 이두로써 한문의 형태로 삼국 통일 이후 지명(地名)을 정리하고 체계화한 것들 상당수는 현대의 한국 지명으로 이어지거나 그 근원이 되고 있다.
고려시대에서도 주된 표기법은 한자였으나, 중국어에 없는 조사나 어미 등은 한자의 약자체인 구결로 표기하였는데, 이것이 일본의 가나 문자 탄생에 영향을 준 것으로 보는 견해도 있다.
조선 시대에는 세종대왕이 1443년 훈민정음(이후 한글로 불리게 됨)을 창제해 1446년에 반포하였다. 한글은 한국어를 표기하기에 최적의 문자였으나, 지배계급의 문자였던 한자에 밀려 공문서에는 거의 사용되지 못하고 19세기까지 주로 편지·시조·가사·한글 소설 등에 사용되었다. 당시 지배계급인 양반층에서는 한자 사용이 필수였으며, 공문서에는 계속 한자가 사용되었다.
1894년 고종이 갑오개혁을 반포하여 “법률 칙령을 모두 국문(한글)을 본으로 삼고 한문 번역을 붙이며, 또는 국한문을 혼용할 것”을 명령하여 비로소 공문서에 한글이 쓰이기 시작했으나, 당시의 공문서는 대부분이 한자를 골간으로 하고 한글로 토씨를 쓰는 국한문혼용체로써 현재 일본의 문자 사용 형태과 유사하다.
일본 제국의 침략이 본격화된 이후에는 민족주의 운동이 들불처럼 일어났고, 조선어학회 등을 중심으로 한글을 연구하고 가르치는 활동이 활발하게 전개되었다. 일본 제국은 중일전쟁을 일으킨 1937년부터 소위 '황민화 정책' 등 민족말살정책을 펴서 한글 교육을 금지하고 조선어학회 회원들을 탄압하였다.
1945년 해방 이후 한글과 한자의 관계는 역전되었으나, 1980년대까지도 신문이나 전문서적 등에서는 국한문혼용체를 많이 사용하였다. 그러나, 중고등학교 교육과정에서 한자를 경시하고 영어를 중시하면서 1990년대 중후반부터 국한문혼용체가 거의 사라졌으며, 한편으로는 과거 한자가 차지하던 자리를 영문이 차지하는 경향이 나타나고 있다. 다만, 현재도 한글표기만으로는 그 뜻을 쉽게 알 수 없는 동음이의어(同音異意語)나 축약어, 학술용어, 인명 등을 기재할 때에는 한자를 병기(倂記)하기도 한다.

## 현대 한국어의 한자

### 대한민국
현재 대한민국에서는 일상생활에서 한자를 사용하는 일이 매우 드물고, 한자를 쓸 때는 한글을 먼저 쓰고 한자는 괄호 안에 넣어 병기 하는 것이 원칙이다. 대한민국은 1948년 대한민국 정부 수립 당시부터 제헌국회에서 『한글 전용에 관한 법률』을 제정하여 한글 전용 정책을 시행하였고, 한자는 보조적으로 병기(倂記)할 수 있다는 단서를 붙였다. 1968년 이후 한글 전용 시책의 강화로 문자 생활에서 한글 중심이 확립되었고, 한자는 한자어의 이해를 돕기 위한 보조 도구로만 쓰고 있다. 다만, 제한적으로나마 한자가 사용되고 있어서 한자 사용 범위에 관한 결정과 선정된 한자에 대한 교육이 필요한데, 이처럼 일상생활과 교육 목적을 위해 따로 선정한 한자를 상용한자라고 부른다.
1951년 9월에 문교부에서는 '교육 한자' 1,000자를 정하고 1957년 11월에 300자를 추가하여 모두 1,300자를 1964년 9월부터 학교 교육에 사용하다가 1970년 한글 전용 정책에 따라 폐지되었다. 그 뒤 1972년 8월에 다시 1,800자의 '교육용 기초 한자'를 제정하여 같은 해 9월부터 교육에 사용하였는데, 인명과 지명 등 고유명사는 이에 제한을 받지 않았으며 교육용으로도 그밖에 필요한 한자는 10% 안에서 추가하여 지도할 수 있도록 하였다. 한문이 별도의 교과목으로 분리된 것도 이때였다. 이후 2000년 12월 30일 교육부에서 44자(중학 4자·고교 40자)를 교체하였지만, 현재도 중학교 900자, 고등학교 900자의 '교육용 기초한자' 1,800자의 기본 틀은 유지되고 있다.
대한민국 대법원에서는 1991년 4월에 인명용 한자를 처음 제정하였고 2015년 1월에 마지막으로 개정하였으며(총 8,142자), 언론계에서는 1967년 12월 한국신문협회가 선정한 2,000자의 상용한자표를 1968년 1월 1일부터 출판물의 기준으로 삼았다.
한편, 전산 처리에 관한 국가 표준 코드인 KS 코드에서 한자는 기본 4,888자, 확장 2,856자로 모두 7,744자이다.
- KS X 1001(KS C 5601-1987)의 한자: 4,888자
- KS X 1002(KS C 5657-1991)의 한자: 2,856자
- KS X 1005-1(KS C 5700-1995)의 한자: 23,274자

KS X 1005-1은 유니코드 2.0을 반영한 것으로, 한중일 통합 한자를 적용하므로, 대한민국에서 실제 사용하지 않는 한자도 포괄하고 있다.

#### IME
| OS              | 한자전환    | 전환방법            | 사서 작성 |
| --------------- | ----------- | ------------------- | --------- |
| Windows(MS-IME) | 예          | 한자키              | 예        |
| macOS           | 예          | ⌥ Option키+Return키 | 예        |
| iOS/iPadOS      | 서드파티IME | —                   | —         |
| 안드로이드      | 서드파티IME | —                   | —         |
| UNIX(GNOME)     | 서드파티IME | —                   | —         |

### 조선민주주의인민공화국
조선민주주의인민공화국에서도 한글 전용 정책을 시행하여 한자의 위상이 상당히 약화되었으나, 1953년부터 교육과정에서 한자 교육을 실시하고 있는데, 중등 교육 6년 과정에서 '보통교육용 한자' 2,000자, 대학 과정에서 1,000자 등 모두 3,000자를 가르치고 있다.

### 자형
현재 한국에서 사용되는 한자의 자형(字形)은 일반적으로 강희자전에 따른 정체자가 위주이고, 속자(俗字)로서 약자(略字)가 드물게 쓰이지만 이 경우에도 현대 중국에서 쓰는 간체자와는 차이가 많다.
한국에서 사용되는 한자는 기본적으로 약자화되지 않은 전통 한자(정체자)로, 일본에서 사용되는 일본 신자체나 중국 대륙에서 사용되는 간체자와는 차이가 있고, 타이완 및 홍콩에서 쓰이는 정자체와 기본적으로 같다. 다만, 대만이나 홍콩에서 정자로 편입된 약자가 한국 한자에서는 인정되지 않는 경우도 있어서 한국은 한자의 글자체에 있어서 사용국들 중 가장 보수적이며 전통을 중시한다. 이는 한자를 상용하기 때문에 약자화가 진행된 중국이나 일본에 비해서 한국의 한자 사용은 선택적이기 때문에 일어난 현상으로 볼 수 있다. 또한, 성씨 중 배씨와 조씨는 중국이나 일본과 달리 裴와 曹 대신 裵와 曺를 각각 정자로 삼고 있다.
| 한국 한자   | 却 | 脚 | 強 | 槪 | 慨 | 漑 | 鷄 | 敎 | 擧 | 旣 | 起 | 都 | 屠 | 賭 | 郞 | 廊 | 朗 | 凉 | 隣 | 裵 | 飜 | 倂 | 甁 | 餠 | 氷 | 産 | 尙 | 緖 | 角 | 植 | 顔 | 昂 | 彦 | 硏 | 姸 | 汚 | 戶 | 吳 | 錄 |
| 대만 번체자 | 卻 | 腳 | 強 | 概 | 慨 | 溉 | 雞 | 教 | 舉 | 既 | 起 | 都 | 屠 | 賭 | 郎 | 廊 | 朗 | 涼 | 鄰 | 裴 | 翻 | 併 | 瓶 | 餅 | 冰 | 產 | 尚 | 緒 | 角 | 植 | 顏 | 昂 | 彥 | 研 | 妍 | 污 | 戶 | 吳 | 錄 |
| 중국 간체자 | 却 | 脚 | 强 | 概 | 慨 | 溉 | 鸡 | 教 | 举 | 既 | 起 | 都 | 屠 | 赌 | 郎 | 廊 | 朗 | 凉 | 邻 | 裴 | 翻 | 并 | 瓶 | 饼 | 冰 | 产 | 尚 | 绪 | 角 | 植 | 颜 | 昂 | 彦 | 研 | 妍 | 污 | 户 | 吴 | 录 |
| 일본 신자체 | 却 | 脚 | 強 | 概 | 慨 | 漑 | 鶏 | 教 | 挙 | 既 | 起 | 都 | 屠 | 賭 | 郎 | 廊 | 朗 | 涼 | 隣 | 裴 | 翻 | 併 | 瓶 | 餅 | 氷 | 産 | 尚 | 緒 | 角 | 植 | 顔 | 昻 | 彦 | 研 | 妍 | 汚 | 戸 | 呉 | 録 |
| 한국 한자   | 爲 | 僞 | 兪 | 喩 | 愉 | 愈 | 者 | 猪 | 絶 | 情 | 靜 | 精 | 諸 | 衆 | 直 | 稙 | 鎭 | 眞 | 卽 | 着 | 甛 | 靑 | 淸 | 晴 | 請 | 値 | 置 | 妬 | 鬪 | 豐 | 恒 | 鄕 | 畫 | 廻 | 携 | 帶 | 學 | 灰 | 黃 |
| 대만 번체자 | 為 | 偽 | 俞 | 喻 | 愉 | 愈 | 者 | 豬 | 絕 | 情 | 靜 | 精 | 諸 | 眾 | 直 | 稙 | 鎮 | 真 | 即 | 著 | 甜 | 青 | 清 | 晴 | 請 | 值 | 置 | 妒 | 鬥 | 豐 | 恆 | 鄉 | 畫 | 迴 | 攜 | 帶 | 學 | 灰 | 黃 |
| 중국 간체자 | 为 | 伪 | 俞 | 喻 | 愉 | 愈 | 者 | 猪 | 绝 | 情 | 静 | 精 | 诸 | 众 | 直 | 稙 | 镇 | 真 | 即 | 着 | 甜 | 青 | 清 | 晴 | 请 | 值 | 置 | 妒 | 斗 | 丰 | 恒 | 乡 | 画 | 回 | 携 | 带 | 学 | 灰 | 黄 |
| 일본 신자체 | 為 | 偽 | 兪 | 喩 | 愉 | 愈 | 者 | 猪 | 絶 | 情 | 静 | 精 | 諸 | 衆 | 直 | 稙 | 鎮 | 真 | 即 | 着 | 甜 | 青 | 清 | 晴 | 請 | 値 | 置 | 妬 | 闘 | 豊 | 恒 | 郷 | 画 | 廻 | 携 | 帯 | 学 | 灰 | 黄 |

## 국자
국자(國字)란 한국에서만 쓰이는 일부 한자를 뜻하며, 이들 중에는 음역자가 포함되며, 또한 자형은 중국이나 일본과 같으나 뜻(훈)이 중국·일본과 다른 것도 있다.
- 乫: 땅이름 갈
- 垈: 터 대
- 畓: 논 답
- 乭: 이름 돌
- 乶: 음역자 볼
- 乷: 음역자 살
- 倻: 가야 야
- 巪: 사람이름 꺽(임꺽정)
- 串: 곶 곶[9]
- 娚: 오라비 남[9]
- 媤: 시집 시[9]

## 같이 보기
- 한국어의 한자어
- 한국 한자음
- 대한민국 중고등학교 기초한자 목록
- 한글전용과 국한문혼용
- 한자 부활
- 일본어의 한자 (일문한자, 日文漢字)
- 향찰
- 구결
- 이두